# O Brother, Where Art Thou?
O Brother, Where Art Thou? er en amerikansk film fra 2000 skabt af brødrene Joel og Ethan Coen. Filmen er en sort komedie, der udspiller sig i Mississippi under Depressionen i 1930'erne. Blandt dens inspirationskilder er Homers Odysseen.

## Handling
Tre sammenlænkede straffefanger flygter. Everett McGill (Clooney) lokker Pete (Turturro) og Delmar (Nelson) med udsigten til et udbytte på 1.2 mio. $, som han efter et røveri har gravet ned et sted, som snart vil blive oversvømmet som følge af et dæmningsbyggeri. Med politi, fængelsfolk og hunde konstant i hælene møder de under flugten forskellige parodiske amerikanske arketyper (gangsteren, lokalpolitikeren, svindleren, musikproducenten). Undervejs afsløres det, at McGill ikke har begået noget røveri, at pengene ikke eksisterer, og at han er flygtet for at forhindre sin kone (og mor til deres syv døtre) i at gifte sig med en anden.
Netop som McGill har genvundet konen bliver de tre – og deres sorte følgesvend, musikeren Tommy – arresteret af deres utrættelige forfølgere. Der gøres klar til lynchning, gravene er gravet, alt håb synes ude...

## Medvirkende
- George Clooney – Everett
- John Turturro – Pete
- Tim Blake Nelson – Delmar
- John Goodman – Big Dan Teague
- Holly Hunter – Penny
- Chris Thomas King – Tommy Johnson
- Charles Durning – Pappy O'Daniel
- Del Pentecost – Junior O'Daniel
- Michael Badalucco – George "Babyface" Nelson
- J.R. Horne – Pappy's Staff
- Brian Reddy – Pappy's Staff
- Wayne Duvall – Homer Stokes
- Ed Gale – The Little Man
- Ray McKinnon – Vernon T. Waldrip
- Daniel von Bargen – Sheriff Cooley/The Devil